# Gabriela Medvedovski
Gabriela Andrade Medvedovski  (São Paulo, 29 de junho de 1992) é uma atriz e bailarina brasileira, de origem judaica. Ganhou notoriedade em 2017 ao interpretar a protagonista feminina principal de Malhação: Viva a Diferença.

## Biografia
Gabriela nasceu em São Paulo, mas mudou-se aos dois anos para Porto Alegre, no Rio Grande do Sul; filha de pais judeus, frequentou uma escola judaica, aprendendo hebraico como segunda língua. Aos três anos começou a estudar balé, formando-se como bailarina clássica aos quatorze. Em 2008 se inscreveu em um programa de capacitação de líderes da comunidade judaica porto-alegrense, indo morar durante um ano em Israel para absorver a cultura local. Em 2010, de volta ao Brasil, começou a dançar profissionalmente pela Companhia de Dança Kadima. Em 2012 se interessou pelo teatro musical ao assistir os musicais Wicked e O Rei Leão durante uma viagem a Londres, passando a estudar música desde então. Em 2013 começou dar aula de dança folclórica israelita no Colégio Israelita Brasileiro e de balé no Ballet Studio Cris Fragoso, onde ficaria até 2015. Em 2014 Gabriela participou da sétima edição do Festival da Canção da Aliança Francesa, no qual os cantores só poderiam cantar sucessos do repertório da música francesa e disputavam uma viagem para Paris; Gabriela chegou entre os dez finalistas, porém não ganhou o prêmio.
Ainda em 2014 se mudou para São Paulo para estudar teatro musical pelo Teen Broadway, passando a dar aula também de dança folclórica na Escola Beit Yaakov. Em 2015 realizou o curso de teatro musical na Broadway Dance Center e no Steps on Broadway, ambos em Nova Iorque.

## Carreira
Em 2014, como parte do grupo Teen Broadway, estrelou as montagens de Priscila, a Rainha do Deserto e Cabaret. Em 2015 interpretou a Bailarina de Cristal no tradicional musical natalino Natal Luz, em Gramado, que comemorava 30 anos de apresentações todo final de ano. Entre 2016 e 2017 integrou o elenco dos musicais Ópera do Malandro, ao lado de Dimitri Biá, e  Godspell: Em Busca do Amor ao lado de Leonardo Miggiorin e Beto Sargentelli, interpretando Robin Lamont. Em 2017, mudou-se para o Rio de Janeiro ao passar nos testes para Malhação: Viva a Diferença, a vigésima-quinta temporada da telenovela juvenil Malhação, onde conquistou o posto da protagonista feminina principal, Keyla, uma mãe adolescente que sofre preconceito por estar acima do peso e tenta encontrar o pai de seu filho, uma aventura do qual ela conhece apenas o nome. Por este papel, Gabriela ganhou notoriedade. Voltou a interpretar a Keyla na série As Five, spin-off de Malhação.
Entre 2020 e 2021, Gabriela atuou na novela Nos Tempos do Imperador. Essa novela estrearia em 2020 mas, por causa da pandemia, acabou estreando apenas em agosto de 2021, sendo a primeira novela inédita da Globo após o período pandêmico. Na novela, Gabriela interpretou a personagem Pilar, uma garota que busca se tornar a primeira médica do Brasil no período imperial.

## Vida pessoal
Gabriela é formada em Publicidade e Propaganda pela PUC do Rio Grande do Sul. No futebol, é torcedora do Internacional de Porto Alegre. A paixão pelo time veio por influência do pai, que é engenheiro. Ela não tem filhos e atualmente reside no Rio de Janeiro. 

## Filmografia

### Televisão
| Ano     | Título                     | Personagem                       | Notas          |
| ------- | -------------------------- | -------------------------------- | -------------- |
| 2017–18 | Malhação: Viva a Diferença | Keyla Maria Romano               |                |
| 2020–24 | As Five                    | Keyla Maria Romano               | Temporadas 1–3 |
| 2021–22 | Nos Tempos do Imperador    | Maria do Pilar Cavalcanti Mendes |                |
| 2025–26 | Três Graças                | Eduarda Fragoso (Juquinha)       |                |

### Cinema
| Ano  | Título                  | Personagem   |
| ---- | ----------------------- | ------------ |
| 2020 | Estação Rock            | Catarina     |
| 2021 | Mais Dançante do Brasil | Eliza Clívia |

## Teatro
| Ano  | Título                        | Personagem           |
| ---- | ----------------------------- | -------------------- |
| 2014 | Priscila, a Rainha do Deserto | Cyntia               |
| 2014 | Cabaret                       | Two Ladies #1        |
| 2015 | Natal Luz                     | Bailarina de Cristal |
| 2016 | Godspell: Em Busca do Amor    | Robin Lamont         |
| 2018 | Lugar de Escuta - MOTIM       | Vários personagens   |

## Prêmios e indicações
| Ano  | Premiação                 | Categoria                | Indicação               | Resultado |
| ---- | ------------------------- | ------------------------ | ----------------------- | --------- |
| 2021 | Melhores do Ano - RD1     | Melhor Atriz             | Nos Tempos do Imperador | Indicado  |
| 2021 | Melhores do Ano NaTelinha | Melhor Atriz             | Nos Tempos do Imperador | Indicado  |
| 2021 | Prêmio Contigo! Online    | Melhor Atriz Coadjuvante | Nos Tempos do Imperador | Indicado  |